# Manzanillo (Kuba)
Manzanillo – miasto we wschodniej Kubie, w prowincji Granma, nad zatoką Guacanayabo (Morze Karaibskie). Jest to port w pobliżu delty rzeki Cauto. Stolica gminy Manzanillo. Około 103 tys. mieszkańców.
W mieście rozwinął się przemysł odzieżowy, cukrowy, tytoniowy oraz metalowy. Działa tu port lotniczy Sierra Maestra.